# Rio Piên
O rio Piên é um curso de água do estado do Paraná. É  afluente do rio Negro.